# A&G ARTIST ZONE 2h
『A&G ARTIST ZONE 2h』（エーアンドジー アーティスト ゾーン にえっち）は、2010年10月4日から2015年4月3日まで文化放送超!A&G+で放送されていた簡易動画付きラジオ番組。曜日やパーソナリティ名を入れ『○曜2h』、『（パーソナリティー名）の2h』とも呼ばれる。
回数は曜日別にカウントされ、レギュラーパーソナリティが休みだった回もカウントされる。番組が休止した2011年3月11日はカウントに含めず、3月4日の次回を3月18日とする。

## 番組概要
前番組『Voice of A&G Digital 超ラジ!』の終了に伴い、2010年10月4日より放送開始。前番組は声優をメインに起用していたのに対し、アニソンアーティスト中心となっている。
月 - 木曜日の番組の傾向として、各レーベルのCD発売を控えたアーティストや楽曲を提供している、アニメ・ゲーム作品の出演声優がゲスト出演することがある。
2015年2月20日の鷲崎健の2h放送内で、2015年4月3日をもって番組が終了、時間変更とリニューアルされることが発表された。

## パーソナリティとアシスタント
月曜日から木曜日は、アニソンアーティストがパーソナリティとなり、男性若手声優がアシスタントとして付く。金曜日は鷲崎健1人のみでアシスタントはいない。
2015年1月現在、金曜日のパーソナリティである鷲崎は番組開始以来、入れ替わり無く出演しているが、アシスタントと月・火・水・木曜日のパーソナリティは入れ替わっており、延べ13組のパーソナリティと5人のアシスタント（いずれもレギュラーのみ）が出演している。

### 番組終了時のパーソナリティ
|        | 番組名（通称）           | パーソナリティ    | アシスタント | 開始年月日     | パーソナリティ所属レーベル          |
| ------ | ------------------------ | ----------------- | ------------ | -------------- | ----------------------------------- |
| 月曜日 | メゾン・ド・イーコエの2h | 長妻樹里、Machico | 西山宏太朗   | 2015年01月05日 | ZERO-A                              |
| 火曜日 | Geroの2h                 | Gero              | 西山宏太朗   | 2013年04月02日 | NBCユニバーサル・エンターテイメント |
| 水曜日 | 佐土原かおりの2h         | 佐土原かおり      | 入江玲於奈   | 2015年01月07日 | 日本コロムビア                      |
| 木曜日 | AiRIの2h                 | AiRI              | 入江玲於奈   | 2012年01月05日 | ランティス                          |
| 金曜日 | 鷲崎健の2h               | 鷲崎健            | なし         | 2010年10月08日 | アトミックモンキー                  |

### 歴代パーソナリティ
中段はアシスタント、下段はレーベル。
|        | 2010年                                       | 2011年                                       | 2012年                                       | 2012年                                       | 2013年                                       | 2013年                                       | 2013年                                       | 2013年                              | 2014年                              | 2014年                              | 2015年                                    | 2015年     |            |            |
| 10月 - | 10月 -                                       | 01月 -                                       | 04月 -                                       | 01月 -                                       | 04月 -                                       | 08月 -                                       | 12月 -                                       | 1月 -                               | 4月 -                               | 1月 -                               |                                           |            |            |            |
| ------ | -------------------------------------------- | -------------------------------------------- | -------------------------------------------- | -------------------------------------------- | -------------------------------------------- | -------------------------------------------- | -------------------------------------------- | ----------------------------------- | ----------------------------------- | ----------------------------------- | ----------------------------------------- | ---------- | ---------- | ---------- |
| 月曜日 | azusa                                        | azusa                                        | azusa                                        | azusa                                        | 高木友梨香                                   | 高木友梨香                                   | i☆Ris                                        | i☆Ris                               | i☆Ris                               | i☆Ris                               | メゾン・ド・イーコエ（長妻樹里、Machico） |            |            |            |
| 月曜日 | 増田俊樹                                     | 田中太郎                                     | 田中太郎                                     | 田中太郎                                     | 田中太郎                                     | 西山宏太朗                                   | 西山宏太朗                                   | 西山宏太朗                          | 西山宏太朗                          | 西山宏太朗                          | 西山宏太朗                                |            |            |            |
| 月曜日 | ポニーキャニオン                             | ポニーキャニオン                             | ポニーキャニオン                             | ポニーキャニオン                             | ユニバーサルミュージック                     | ユニバーサルミュージック                     | DIVE II entertainment                        | DIVE II entertainment               | DIVE II entertainment               | エイベックス・ピクチャーズ          | ZERO-A                                    | ZERO-A     |            |            |
| 火曜日 | 南里侑香                                     | 野水いおり                                   | Ray                                          | Ray                                          | Ray                                          | Gero                                         | Gero                                         | Gero                                | Gero                                | Gero                                | Gero                                      |            |            |            |
| 火曜日 | 増田俊樹                                     | 大島崚                                       | 大島崚                                       | 西山宏太朗                                   | 西山宏太朗                                   | 西山宏太朗                                   | 西山宏太朗                                   | 西山宏太朗                          | 西山宏太朗                          | 西山宏太朗                          | 西山宏太朗                                |            |            |            |
| 火曜日 | フライングドッグ                             | フライングドッグ                             | ジェネオン・ユニバーサル・エンターテイメント | ジェネオン・ユニバーサル・エンターテイメント | ジェネオン・ユニバーサル・エンターテイメント | ジェネオン・ユニバーサル・エンターテイメント | ジェネオン・ユニバーサル・エンターテイメント | NBCユニバーサル・エンターテイメント | NBCユニバーサル・エンターテイメント | NBCユニバーサル・エンターテイメント | NBCユニバーサル・エンターテイメント       |            |            |            |
| 水曜日 | 吉田仁美                                     | 吉田仁美                                     | 吉田仁美                                     | 吉田仁美                                     | 吉田仁美                                     | 吉田仁美                                     | 吉田仁美                                     | 吉田仁美                            | 吉田仁美                            | 吉田仁美                            | 佐土原かおり                              |            |            |            |
| 水曜日 | 増田俊樹                                     | 大島崚                                       | 大島崚                                       | 西山宏太朗                                   | 西山宏太朗                                   | 三輪隆博                                     | 三輪隆博                                     | 三輪隆博                            | 入江玲於奈                          | 入江玲於奈                          | 入江玲於奈                                | 入江玲於奈 | 入江玲於奈 | 入江玲於奈 |
| 水曜日 | 日本コロムビア                               |                                              |                                              |                                              |                                              |                                              |                                              |                                     |                                     |                                     |                                           |            |            |            |
| 木曜日 | 黒崎真音                                     | 黒崎真音                                     | AiRI                                         | AiRI                                         | AiRI                                         | AiRI                                         | AiRI                                         | AiRI                                | AiRI                                | AiRI                                | AiRI                                      |            |            |            |
| 木曜日 | 増田俊樹                                     | 田中太郎                                     | 田中太郎                                     | 田中太郎                                     | 田中太郎                                     | 三輪隆博                                     | 三輪隆博                                     | 三輪隆博                            | 入江玲於奈                          | 入江玲於奈                          | 入江玲於奈                                |            |            |            |
| 木曜日 | ジェネオン・ユニバーサル・エンターテイメント | ジェネオン・ユニバーサル・エンターテイメント | ランティス                                   | ランティス                                   | ランティス                                   | ランティス                                   | ランティス                                   | ランティス                          | ランティス                          | ランティス                          | ランティス                                |            |            |            |
| 金曜日 | 鷲崎健                                       | 鷲崎健                                       | 鷲崎健                                       | 鷲崎健                                       | 鷲崎健                                       | 鷲崎健                                       | 鷲崎健                                       | 鷲崎健                              | 鷲崎健                              | 鷲崎健                              | 鷲崎健                                    |            |            |            |
| 金曜日 | -                                            |                                              |                                              |                                              |                                              |                                              |                                              |                                     |                                     |                                     |                                           |            |            |            |
| 金曜日 | アトミックモンキー                           |                                              |                                              |                                              |                                              |                                              |                                              |                                     |                                     |                                     |                                           |            |            |            |

### 代理パーソナリティ
| 年月日         | 曜日   | タイトル                     | 休止         |
| -------------- | ------ | ---------------------------- | ------------ |
| 2010年10月28日 | 木曜日 | 川田まみの2h                 | 黒崎真音の2h |
| 2010年12月06日 | 月曜日 | 増田俊樹の2h                 | azusaの2h    |
| 2010年12月08日 | 水曜日 | 石田燿子の2h                 | 吉田仁美の2h |
| 2011年01月06日 | 木曜日 | ELISAの2h                    | 黒崎真音の2h |
| 2011年03月23日 | 水曜日 | 増田俊樹の2h                 | 吉田仁美の2h |
| 2011年06月30日 | 木曜日 | 川田まみとELISAの2h          | 黒崎真音の2h |
| 2011年07月27日 | 水曜日 | 五條真由美の2h               | 吉田仁美の2h |
| 2011年09月19日 | 月曜日 | 阿澄佳奈の2h                 | azusaの2h    |
| 2011年11月02日 | 水曜日 | 平田宏美と原由実の2h         | 吉田仁美の2h |
| 2011年12月07日 | 水曜日 | Project.Rの2h                | 吉田仁美の2h |
| 2011年12月08日 | 木曜日 | 南條愛乃の2h                 | 黒崎真音の2h |
| 2012年05月02日 | 水曜日 | 西山宏太朗の2h               | 吉田仁美の2h |
| 2012年06月12日 | 火曜日 | 黒崎真音の2h                 | Rayの2h      |
| 2012年06月19日 | 火曜日 | 黒崎真音の2h                 | Rayの2h      |
| 2012年07月18日 | 水曜日 | 米倉千尋と三重野瞳の2h       | 吉田仁美の2h |
| 2012年10月31日 | 水曜日 | 中村繪里子の2h               | 吉田仁美の2h |
| 2012年11月20日 | 火曜日 | 西山宏太朗の2h               | Rayの2h      |
| 2012年11月27日 | 火曜日 | 東山奈央の2h                 | Rayの2h      |
| 2012年12月04日 | 火曜日 | 黒崎真音の2h                 | Rayの2h      |
| 2013年01月08日 | 火曜日 | 流田豊の2h                   | Rayの2h      |
| 2013年01月15日 | 火曜日 | 川田まみの2h                 | Rayの2h      |
| 2013年01月22日 | 火曜日 | 織田かおりの2h               | Rayの2h      |
| 2013年02月27日 | 水曜日 | 流田豊と栗川雅裕の2h         | 吉田仁美の2h |
| 2013年03月06日 | 水曜日 | 高橋秀幸と鎌田章吾の2h       | 吉田仁美の2h |
| 2013年03月20日 | 水曜日 | 野水いおりと佐土原かおりの2h | 吉田仁美の2h |
| 2013年07月17日 | 水曜日 | 田野アサミの2h               | 吉田仁美の2h |
| 2013年07月30日 | 火曜日 | 黒崎真音の2h                 | Geroの2h     |
| 2013年09月25日 | 水曜日 | 石田燿子の2h                 | 吉田仁美の2h |
| 2014年03月13日 | 木曜日 | CooRie・rinoの2h             | AiRIの2h     |
| 2014年06月10日 | 火曜日 | 黒崎真音の2h                 | Geroの2h     |
| 2014年08月27日 | 水曜日 | 伊藤美来の2h                 | 吉田仁美の2h |
| 2014年09月23日 | 火曜日 | 西山宏太朗の2h               | Geroの2h     |
| 2014年09月30日 | 火曜日 | 黒崎真音とRayの2h            | Geroの2h     |

### 出演者の呼び名
多くのパーソナリティは、基本的に名前の「さん」付け（「azusaさん」「侑香さん」「仁美さん」「AiRIさん」）で呼ばれる。
ただし、初代火曜日の南里はコーナーで演じるキャラクターから「ゆうかママ」「ママ」と呼ばれることがあった。水曜日の吉田には「おしゃべりオバケ」「オバケ」の二つ名が使われることがある。
初代木曜日の黒崎の呼び名は、リスナーから呼び方を募集して「ヲ嬢」に決定。金曜日の鷲崎は『鷲崎健の超ラジ!』から継続してリスナーから「ワッシー」と呼ばれている。3代目火曜日のRayは「Rayにゃん」と呼ばれる。
初代アシスタントの増田は「ダーマス」（番組ブログでは若干の「だーます」表記もある）と呼ばれ、火曜日では「まっすー」、「まーくん」と呼ばれることもあった。

## フロート番組
月曜日 - 金曜日の収録帯番組。
| 放送時間      | タイトル                                | パーソナリティ     | 開始           | 終了                         | 週数  | 回数    |
| ------------- | --------------------------------------- | ------------------ | -------------- | ---------------------------- | ----- | ------- |
| 19:48 - 19:58 | ももいろクローバーの毎日ももチャンネル! | ももいろクローバー | 2010年10月04日 | 2010年12月31日               | 13週  | 全065回 |
| 19:48 - 19:58 | ゆいかおりの実♪デジタル                 | ゆいかおり         | 2011年01月03日 | 2011年09月23日               | 39週  | 全194回 |
| 19:48 - 19:58 | 織田かおりのcolorful mode               | 織田かおり         | 2011年10月03日 | 2012年03月30日               | 26週  | 全130回 |
| 19:48 - 19:58 | 織田かおりのもっとcolorful mode         | 織田かおり         | 2012年04月02日 | 2013年01月5日 （時間枠移動） | 39週  | 全914回 |
| 19:30 - 19:40 | 織田かおりのもっとcolorful mode         | 織田かおり         | 2013年1月7日   | 2015年04月3日                | 117週 | 全914回 |
| 20:00 - 20:10 | 三澤紗千香のreal oneself                | 三澤紗千香         | 2013年01月7日  | 2015年04月3日                | 117週 | 全585回 |

### ももいろクローバーの毎日ももチャンネル!
ももいろクローバーの当時のメンバー6人から、2人ずつ週代わりで登場（第1週のみ全員登場）。

### ゆいかおりの実♪デジタル
ゆいかおりの2人が登場。
略称『実デジ』。ネットラジオ番組『ゆいかおりの実♪』の後継番組。この枠での終了から3ヶ月後、同じタイトルで週1回30分番組として、基本的な番組構成を引き継いで再開。
全39週だが、2011年3月11日は東日本大震災による特別編成で再放送となったため、39×5=195より1回少ない全194回。

### 織田かおりのcolorful mode / 織田かおりのもっとcolorful mode
織田かおりによる、この枠で初の単独パーソナリティ。また、2012年12月現在、フロート枠で最長期間のパーソナリティとなっている。
「 - もっとcolorful mode」になってからは週によってはゲストが登場する。ゲストは月 - 木の4日間登場する。

### 三澤紗千香のreal oneself
2013年1月より新設されるフロート枠で開始される番組。「アニキン」のアシスタントとして活躍した、三澤紗千香がパーソナリティを務める。

## 帯番組としての取り組み

### 番組挨拶
番組の挨拶は当初決められていなかったが、リスナーとのやり取りの間で「にえっちわー」が通例になった。
金曜日（鷲崎）では前番組の挨拶「ちょらすぱっぷー」（もとは『アニスパ!』の挨拶「あにすぱっぷー」と『超ラジ!』の挨拶「ちょらーっす」の掛け合わせ）の名残から「にえっちぱっぷー」（「あにすぱっぷー」と「にえっちわー」の掛け合わせ）が使われている。
2011年10月期から火曜日担当の野水は「かほーん」または「2hかほーん」が、2013年8月期から月曜日担当のi☆Risは「2h i☆Ris」使われていた。

### 提供読み・ジングル
1回目のCM前と最後のCM後（エンディング前）にパーソナリティによる提供読みがある。
番組内のジングルは、各番組共通のBGMに、各曜日のパーソナリティが番組名をコールしている。番組名のコールには「A&G ARTIST ZONE 2h!」「（パーソナリティ名）の2h!」の2パターンがある。このほか、各曜日独自のジングルがある。なお、ピンチヒッターが担当した場合、別途ピンチヒッターによるジングルに差し替える場合がある（そのままのこともある）。

### 共通の企画
曜日別のコーナーがあるほか、共通の箱番組が放送されている。月 - 木曜では、主にアシスタントを対象に、リスナーから寄せられた「ムチャぶり」（セリフなど）に応えることがある。ムチャぶりの扱いはテーマメールや、コーナーとして実施されるなど曜日により異なる。
東北地方太平洋沖地震発生後の第24回放送分では、各番組で被災者に対するお見舞いコメントとエールを送るためのライブが実施された。

### イベント
- 2010年11月2日 - 文化放送のイベント「浜松町グリーンサウンドフェスタ〜浜祭〜」の前夜祭「超!A&G+ 番組ライブ」に、『2h』から吉田と鷲崎が出演した。
- 2011年9月18日 - 『2h』パーソナリティが全員参加しての初ライブイベント「2h LIVE」が新宿BLAZEで開催された[4]。ただしアシスタントの増田は不参加。

### 2hノート
番組間では「2hノート」を回しており、前日のパーソナリティが書いた2hノートの内容（その日の内容と翌日のパーソナリティへの質問など）を次の曜日のパーソナリティが紹介することで、番組間の交流をとっている。仕組みは『超ラジ!』のリレーメッセージに近いが、日記による交流方法は、『超ラジ!Girls』で行われていた「Girlsノート」に近い。
金曜日担当の鷲崎は翌週月曜日担当パーソナリティに対し、必ず「やぁやぁ、髭のおじさんだよ！」などの書き出しでメッセージを回している。
最近では、メンバー間で絵しりとりを展開している。

### テーマソング・選曲
番組中の選曲は、月曜日から木曜日は、パーソナリティ所属のレコードレーベルから発売されている楽曲が中心。金曜日は、鷲崎の所属レーベルが声優事務所の音楽事業部であることや、仕事柄多数の声優・アーティストと交友も持っていることから、スポンサー以外のレコード会社の楽曲もかかる。
各曜日共通の選曲として、超ラジ!での「超ラジ!ドリームプッシュ」に当たる、月替わりのヘヴィー・ローテーション「今月の2h推薦曲」が流れる。「今月の2h推薦曲」は毎月3曲選曲される。推薦曲は、19時台後半、20時台前半、20時台後半に放送される。ただし推薦曲歌唱アーティストがゲスト出演時には、ゲスト出演時間に合わせ、放送時間・放送順が前後する。また、「今月の2h推薦曲」とは別に、週単位のヘヴィー・ローテーションが設定される場合がある。
テーマソングは、前番組ではパーソナリティ作のオープニング･エンディングテーマがあったが、本番組はテーマソングは番組オリジナルである。また、エンディングテーマでは月替わりで「今月のエンディングテーマ」が設定されている。
月替わりで選曲される「今月の2h推薦曲」と「今月のエンディングテーマ」の計4曲は、スポンサー4レーベル（金曜以外の4曜日のパーソナリティのレーベル）から1曲ずつ選ばれる。レーベルの順序は月ごとにシャッフルされる。

## 関連番組

### 土曜2h
2011年4月9日から7月23日まで、文化放送『A&G 超RADIO SHOW〜アニスパ!〜』内のフロート番組として、毎週土曜日22:40ごろから約10分放送された。全12回。
月曜日から木曜日の各パーソナリティが毎回交代で登場し、『2h』の紹介をした。毎月第1土曜日から第4土曜日まで曜日順に登場し、3ヶ月で3周した。アニスパのメインパーソナリティでもある金曜パーソナリティ鷲崎健の出演はなかった。
結果的に最後の放送となった7月23日の放送では、第5土曜日となる次週7月30日が最終回で、4人全員とアシスタントの増田俊樹を加えた5人が登場するとされていたが、野球中継延長で『アニスパ!』が1時間に短縮されたため休止となった。

### 日曜2h
2011年5月1日から、文化放送サンデープレミアム枠内で、不定期に日曜20:00から21:00に放送された。
サンデープレミアムは、2011年から設けられた、野球シーズン内だが『文化放送ホームランナイター』がないときの穴埋枠である。枠自体はもっと頻繁で時間も長いが、不定期にそのうち1時間が『日曜2h』に充てられている。
レギュラー放送の1時間版として、テーマメールや「ムチャぶり」など各曜日のレギュラー企画を実施。
- 2011年05月01日：南里、吉田、増田
- 2011年06月05日：azusa、黒崎、増田
- 2011年06月26日：azusa、南里、吉田、黒崎、鷲崎

## 放送休止
2010年10月22日の21日リピート放送分は、特別番組「アンテナ+in東京国際アニメ祭2010」（10月22日・23日の11:00 - 17:00）のため休止。
2011年3月11日金曜日の放送は、当日発生した東北地方太平洋沖地震（東日本大震災）のために生放送は休止され、2011年3月4日放送分が再放送された。同年10月27日・28日の26日・27日リピート放送分は「東京国際アニメ祭2011超!station」（10月27日・28日の両日13:00 - 15:00）のため休止。この他にも「第6回81オーディション生中継」のためリピート放送が休止になったケースがある。
一方で2012年12月31日月曜日の放送は年越し・年またぎ特番編成による通常月曜22時・23時のレギュラー番組をそれぞれ3時間繰り上げて放送したために休止され、翌2013年1月1日の13:00リピート放送分は2012年12月24日放送分が再放送されたケースがある。